# Böhmische Commercialbahnen

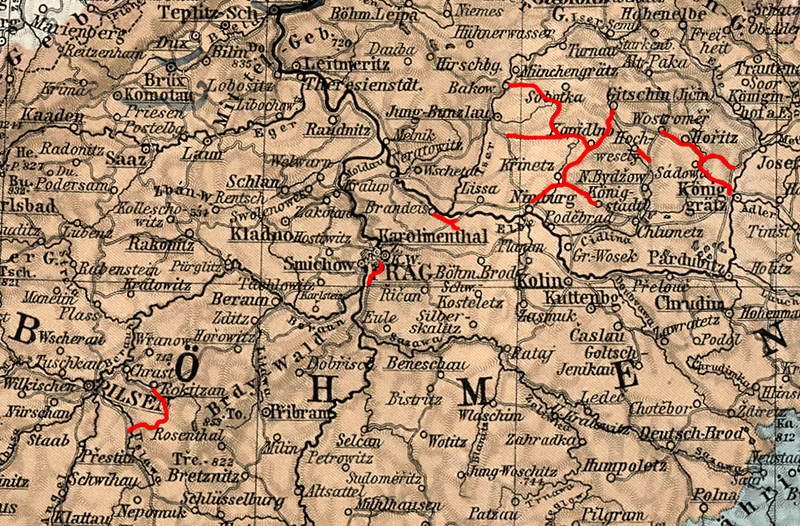
Das Streckennetz der Böhmischen Commercialbahnen

Die k.k. privilegierten Böhmischen Commercialbahnen (BCB) waren eine private Eisenbahngesellschaft in Österreich, deren Strecken im heutigen Tschechien lagen. Der Sitz der Gesellschaft war in Wien.

## Geschichte
Die Gründer der Böhmischen Commercialbahnen waren der Prager Bauunternehmer Jan Muzika und Karl Schnabel, die am 9. Mai 1881 die Konzession für vier räumlich getrennte Lokalbahnen in Mittelböhmen erhielten. Die Anglo-Österreichische Bank, die Wiener Länderbank und auch Jan Muzika selbst finanzierten die Streckenbauten. Die Aktien der Gesellschaft wurden vorrangig an die Anliegergemeinden und lokale Landwirtschaftsbetriebe verkauft.
Der Bau der zumeist recht einfach trassierten Strecken gelang teilweise in bemerkenswert kurzer Zeit. Die Lokalbahn Nymburk–Jičín mit der Abzweigung Křinec–Dymokur konnte noch während der Zuckerrübenkampagne im November 1881 provisorisch in Betrieb gesetzt werden. Den Betrieb der Strecken führte Jan Muzika selbst.
Nach dem Tod von Jan Muzika im Mai 1882 übernahm die k.k. priv. österreichische Staatseisenbahngesellschaft (StEG) im Juni 1882 die Betriebsführung für Rechnung der Eigentümer. Gleichzeitig begann die StEG mit dem systematischen Ankauf der im Streubesitz befindlichen Aktien, um eine Übernahme der Strecken durch ein konkurrierendes Unternehmen, wie die im gleichen Verkehrsgebiet aktive k.k. priv. Österreichische Nordwestbahn (ÖNWB) zu verhindern. Bereits am Ende des Jahres 1882 kontrollierten Mitarbeiter der StEG den Verwaltungsrat.
Aus rechtlichen Gründen blieben die BCB auch nach der vollständigen Übernahme aller Aktien im Jahr 1883 weiter als eigenständiger Rechnungs- und Verwaltungskörper im Eigentum der StEG bestehen, auch die Übernahme der Fahrzeuge unterblieb. Begründet war das vermutlich in den unterschiedlichen Konzessionsbedingungen für die einzelnen Strecken, die eine Übertragung auf die StEG nicht zuließen. Ab 1885 an besorgten die BCB den Betrieb formal in Eigenregie.
Am 1. Juli 1885 kam die Lokalbahn Nusle–Modřan im Rahmen eines Streckentausches an die Österreichische Lokaleisenbahngesellschaft (ÖLEG). Die BCB erhielt dafür die Lokalbahnen Smidar–Hochwessely und Brandeis–Mochow, die bislang der ÖLEG gehörten. Die Lokalbahn Brandeis–Mochow wurde jedoch bereits 1887 nach Übertragung aller Prioritäten in das rechtliche Eigentum der StEG eingegliedert.
Infolge der Verstaatlichung der StEG führten die k.k. Staatsbahnen (kkStB) ab 15. Oktober 1909 den Betrieb. Ab 1. Jänner 1910 kamen die BCB formal in den Besitz des österreichischen Staates. 1923 wurden die Strecken in das Netz der Tschechoslowakischen Staatsbahnen (ČSD) eingegliedert.

## Strecken
Das Streckennetz der Böhmischen Commercialbahnen hatte eine Gesamtlänge von etwa 230 Kilometern und gliederte sich in fünf selbständige Lokalbahnen samt Zweigstrecken. Dazu kamen 21 Schleppbahnen zu Fabriken.
- Königgrätz–Wostroměř mit Abzweigung von Sadová nach Smiřic
- Nymburk–Jičín mit Abzweigungen von Křinec nach Königstadtl und von Kopidlno nach Libáň
- Nezvěstitz–Miröschau
- Nusle–Modřan (am 1. Juli 1885 an ÖLEG)
- Libáň–Bakow mit Abzweigung von Dětenic nach Dobrowitz
- Hochwessely–Smidar (am 1. Juli 1885 von ÖLEG)
- Brandeis–Mochov (am 1. Juli 1885 von ÖLEG, 1887 an StEG)

Bis auf die in den 1970er Jahren stillgelegten Verbindungen Hochwessely–Smidar (Smidary–Vysoké Veselí) und Dětenic–Dobrowitz (Rokytňany–Dobrovice město) bestehen die Strecken noch. Sie gehören mit Ausnahme des Abschnittes Kopidlno–Dolní Bousov – der 2016 an AŽD Praha verkauft wurde – zum Netz des staatlichen tschechischen Infrastrukturbetreibers Správa železniční dopravní cesty (SŽDC).

## Lokomotiven
Zum Bestand der BCB gehörten durchweg kleine zwei- und dreiachsige Tenderlokomotiven verschiedener Hersteller. Sie trugen Namen nach Orten des Verkehrsgebietes, aber keine Nummern. Die Reihenbezeichnungen waren aus einer römischen Zahl für die Zahl der Kuppelachsen und einem Buchstabenkürzel für den Hersteller zusammengesetzt. Kleinbuchstaben unterschieden unterschiedliche Bauarten eines Herstellers. Beispiel: IIH – zweifachgekuppelte Lokomotive von Hagans.
Nach Übernahme durch die kkStB wurden die leistungsschwachen Maschinen, die dort nur als Splittergattung vertreten waren, recht rasch ausgemustert. In den Bestand der 1919 begründeten Tschechoslowakischen Staatsbahnen kamen lediglich vier Lokomotiven der Reihe IIIS und eine der Reihe IIIKb. Letzte existente Lokomotive war die VELIŠ (ČSD 310.204), die 1930 als Werklokomotive an das Eisenwerk Podbrezová veräußert wurde.
| Lokomotiven der Böhmischen Commercialbahnen | Lokomotiven der Böhmischen Commercialbahnen | Lokomotiven der Böhmischen Commercialbahnen         | Lokomotiven der Böhmischen Commercialbahnen | Lokomotiven der Böhmischen Commercialbahnen | Lokomotiven der Böhmischen Commercialbahnen | Lokomotiven der Böhmischen Commercialbahnen | Lokomotiven der Böhmischen Commercialbahnen | Lokomotiven der Böhmischen Commercialbahnen                                |
| ------------------------------------------- | ------------------------------------------- | --------------------------------------------------- | ------------------------------------------- | ------------------------------------------- | ------------------------------------------- | ------------------------------------------- | ------------------------------------------- | -------------------------------------------------------------------------- |
| Reihe                                       | Bild                                        | Namen                                               | Anzahl                                      | Hersteller                                  | Baujahr                                     | Achsformel                                  | Verbleib                                    | Anmerkung                                                                  |
| IIH                                         | -                                           | JIČIN                                               | 1                                           | Hagans                                      | 1880                                        | B n2t                                       | kkStB 383.01                                | Lokomotive der Schleppbahn Neratowitz–Elbekosteletz; 1885 von BCB erworben |
| IIS                                         |                                             | LIBAŇ→DYMOKUR SADOVÁ HOŘIC DĚTENICE→HOŘINOVES KRČ   | 5                                           | Wr. Neustadt                                | 1881                                        | B n2t                                       | kkStB 85.05, 11–14                          |                                                                            |
| IIIKa                                       | -                                           | VŠESTAR MIRÖSCHAU→PŘIKOSIC                          | 2                                           | Krauss/München                              | 1881                                        | C n2t                                       | kkStB 193.01–02                             |                                                                            |
| IIIKb                                       | -                                           | MODRAN SADOVÁ→LIBAŇ KŘINEC→DĚTENICE KOPIDLNO→RADIMA | 5                                           | Krauss/München                              | 1881                                        | C n2t                                       | kkStB 96.08–12 (ČSD 300.503)                |                                                                            |
| IIIKc                                       |                                             | TAXIS FÜRSTENBRUCK                                  | 2                                           | Krauss/Linz                                 | 1882                                        | C n2t                                       | kkStB 93.18–19                              |                                                                            |
| IIIS                                        | -                                           | KŘINEC KOPIDLNO OTHENIO ST. GOTTHARD VELIŠ TŘEMŠIN  | 6                                           | Wr. Neustadt                                | 1881/1882                                   | C n2t                                       | kkStB 397.02–07 ČSD 310.201–204             |                                                                            |